# Sorabistik
Die Sorabistik ist die Wissenschaft von der sorbischen Sprache und Literatur.

## Gegenwart
Das einzige universitäre Sorabistik-Institut in Deutschland befindet sich an der Universität Leipzig (Institut für Sorabistik; Institut za sorabistiku). Daneben gibt es seit 2022 eine Professur für Sorabistik am Institut für Slavistik der Technischen Universität Dresden. Der Inhaber des Dresdner Sorabistik Lehrstuhls Hauke Bartels ist auch Direktor des außeruniversitären Sorbischen Instituts (Serbski institut) in Bautzen, welches sich mit sorabistischen Themen beschäftigt und halbjährlich die Fachzeitschrift Lětopis herausgibt. An der Universität Potsdam erscheint außerdem die Druckreihe Potsdamer Beiträge zur Sorabistik.
In der deutschen Hochschulpolitik ist die Sorabistik als Kleines Fach eingestuft.

## Geschichte
In Prag wurde seit dem 19. Jahrhundert an der Karls-Universität sorbische Sprache und Literatur gelehrt, zuerst durch Adolf Černý. Seit 1933 gab es eine Professur für Josef Páta. 
Die Geschichte der institutionellen Sorabistik in Deutschland begann erst mit der Gründung des Instituts für sorbische Volksforschung in Bautzen und des Instituts für Sorabistik in Leipzig in den 1950er Jahren. Diese Forschungen und Studien sind an der Leipziger Universität weltweit einmalig und gelten auch sonst wegen ihrer Seltenheit als ein Orchideenfach. 
Doch im Unterschied zu vielen anderen seltenen Fächern werden Absolventen zumindest in der brandenburgischen Niederlausitz und in der sächsischen Oberlausitz dringend gebraucht, denn die dortige sorbischsprachige Bevölkerung genießt in Deutschland einen anerkannten sprachlichen Minderheitsstatus. Etwa 20.000 bis 40.000 Menschen erhalten in den Schulen für ihre Kinder auch staatlich garantierten Sorbischunterricht.